# Colonna dell'Osanna
La colonna dell'Osanna nel Salento individua una colonna di pietra leccese sormontata da una croce.

## Origini

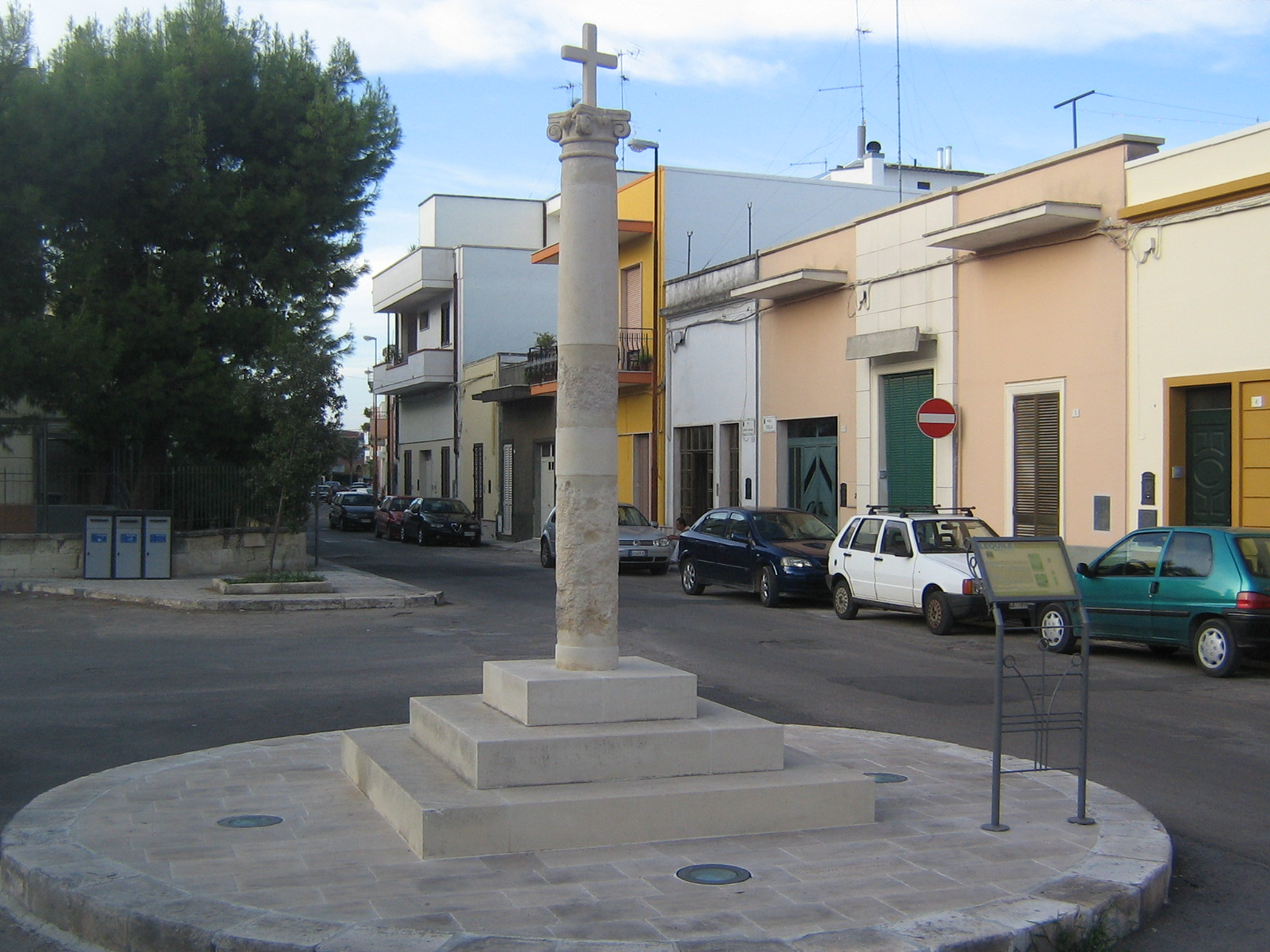
Colonna dell'Osanna situata nella frazione Dragoni del comune di Lequile

Nel Salento vi sono numerose pietrefitte (menhir) costituiti da blocchi di pietra leccese di dimensioni variabili ma per la maggior parte alti tre metri e con base quadrata o rettangolare di 30-40 cm.
Secondo i paletnologi sono databili tra la fine del neolitico e l'inizio dell'età del bronzo. Erano delle steli votive, innalzate per credenze pagane, alle divinità della natura. Secondo alcune ipotesi le prime comunità cristiane, che nel Salento erano già numerose fin dal I secolo, in assenza di altri edifici, si radunavano sotto i menhir per pregare o celebrare funzioni religiose. 
Dopo il Concilio di Trento (1564), queste pietrefitte, specialmente se ubicate all'interno dei paesi, vennero sormontate da croci, anch'esse in pietra leccese, e si consolidò la tradizione di benedire sotto di esse le palme e i ramoscelli di ulivi la domenica delle Palme. Da qui l'origine del nome, Osanna (Sannà in dialetto salentino), che rievoca il saluto di reverenza e adorazione che, nel Nuovo Testamento, le folle rivolgono a Gesù Cristo che entra a Gerusalemme, passo evangelico commemorato per l'appunto in tale festività.
In molti paesi questi monumenti preistorici sono andati distrutti ed in altri non si sono mai trovati, ma dal momento in cui l'Osanna era ormai divenuto un simbolo cristiano, ne vennero costruite fra '500 e '700 di nuove, talora anche più alte, come quella che si può vedere nella villa comunale di Soleto.